# Wikariat Wielkiej Brytanii i Irlandii
Wikariat Wielkiej Brytanii – część składowa Zachodnioeuropejskiego Egzarchatu Parafii Rosyjskich, obejmująca swoim zasięgiem terytorium Wielkiej Brytanii. Podlegają jej etniczne parafie rosyjskie, które opowiedziały się w toku sporów jurysdykcyjnych w XX wieku za podległością wobec Patriarchatu Konstantynopolitańskiego. 
Po rezygnacji biskupa Bazylego w 2009, obowiązki zwierzchnika wikariatu pełnił Egzarcha Zachodnioeuropejski Gabriel (de Vylder) (zm. 2013). 

## Parafie wikariatu
- Parafia Zaśnięcia Matki Bożej w Londynie
- Parafia Świętych Piotra i Pawła w Londynie
- Parafia Narodzenia Pańskiego w Lewes
- Parafia Świętych Aidana i Chada w Nottingham
- Parafia Zwiastowania w Oxfordzie
- Parafia św. Eliasza w Exeterze
- Parafia św. Jana Teologa w Norwich
- Parafia Przemienienia Pańskiego w Walsingham

Poza tym wikariatowi podlega kilkanaście grup prawosławnych, które nie posiadają statusu parafii, oraz 1 skit – skit Świętych Niewiast Niosących Wonności w Cambridge.